# Emilio de Rossignoli
Emilio de Rossignoli (Lussinpiccolo, 3 luglio 1920 – Milano, 28 dicembre 1984) è stato un giornalista e scrittore italiano.
Di professione giornalista cinematografico, Emilio de Rossignoli si mosse fin dagli anni cinquanta nel mondo dell'editoria milanese, manifestando prestissimo un interesse marcato per la letteratura di genere (giallo, horror, fantascienza) e per i fenomeni occulti e inspiegabili. Iniziò ugualmente presto a dedicarsi alla narrativa, pubblicando romanzi polizieschi sotto pseudonimo: successivamente prese a pubblicare con il suo vero nome, dando alle stampe romanzi che sono oggi considerati veri e propri precursori della fantascienza in lingua italiana, H come Milano (1965) e Lager dolce lager (1977). La sua opera più nota è il saggio Io credo nei vampiri, uscito nel 1961.

## Biografia
Emilio de Rossignoli (o de' Rossignoli) nasce nel 1920 a Lussinpiccolo, oggi in Croazia ma all'epoca parte del Regno d'Italia, da famiglia italiana: suo padre, Dino, era preside dell'Istituto Nautico di Triestee proveniva da una famiglia di antica nobiltà dalmata, anche se non era conte come da taluno affermato. A ciò  l'autore teneva particolarmente e frequentemente aggiungeva un apostrofo dagli echi nobiliari nel cognome. Si trasferisce successivamente a Genova, e durante la Seconda Guerra Mondiale viene deportato in un campo di concentramento tedesco presso Hannover, probabilmente a seguito dell'armistizio dell'8 settembre 1943: l'esperienza viene rievocata in Io credo nei vampiri, e ispirerà successivamente il romanzo Lager dolce lager.
Negli anni cinquanta de Rossignoli inizia a muoversi nel mondo dell'editoria milanese, collaborando a svariati periodici in cui si occupa - prevalentemente, ma non solo - di critica cinematografica: è alla fine di quel decennio che risalgono le sue prime prove letterarie, romanzi polizieschi stampati in collane popolari dell'editore Franco Signori come "I Gialli del Vizio", "I Gialli del Quarto di Luna" e "I Gialli che turbano". Il suo primo romanzo è probabilmente Bambole ardenti, uscito alla fine degli anni '50 e nel quale viene introdotto il personaggio - che riapparirà in altre opere - dell'agente FBI Larry Spada: seguendo una prassi all'epoca comune, de Rossignoli si firma con lo pseudonimo Emil Ross, e il romanzo si presenta come la traduzione di un inesistente originale statunitense: come traduttore viene indicato tale Giorgio Guglieri, nella realtà il nipote (all'epoca ancora bambino) dello stesso de Rossignoli. Segue un giallo, Nuda per il lupo, che a dispetto di qualche ingenuità è una storia di assassini seriali affatto convenzionale e certo (per l'Italia del tempo) pionieristica, che nella soluzione del mistero si pone nella linea inaugurata da Agatha Christie con L'assassinio di Roger Ackroyd e che presenta - inoltre - una forte componente psicoanalitica. Le stesse considerazioni possono essere fatte per Il mio letto è una bara, giallo del 1961 per cui de Rossignoli sceglie come pseudonimo il nome dell'attrice americana Jarma Lewis: dietro lo schermo della narrativa pulp, de Rossignoli costruisce un elegante gioco intertestuale, di sapore quasi postmoderno, rievocando obliquamente il tema mitico di Lilith. Dato l'uso di svariati pseudonimi, nonché la vera e propria proliferazione di collane di romanzi polizieschi e noir nell'Italia di quegli anni, è difficile fare una stima esatta di quante e quali opere de Rossignoli abbia dato alle stampe fra la fine degli anni cinquanta e l'inizio dei sessanta: Danilo Arona ha elencato almeno undici romanzi, variamente pubblicati come Martin Brown, Emil Ross (o "Emil D. Ross") e Jarma Lewis, ma il Dizionario bibliografico del giallo a cura di Roberto Pirani indica altri titoli, almeno altri tre pseudonimi (Tim Dalton, Ed Rhodes e Sandy James), e alcune differenze nelle date di pubblicazione. Secondo una testimonianza di Giancarlo Pellegrin, lo stesso de Rossignoli avrebbe ironizzato, a distanza di anni, su un articolo pubblicato ne Il mondo di Pannunzio, in cui brani delle sue opere apocrife venivano portati ad esempio della violenza espressiva del poliziesco statunitense.
Nel 1961 de Rossignoli pubblica la sua opera più celebre, il saggio Io credo nei vampiri, con l'effimera casa editrice dell'artista bolognese Luciano Ferriani. Il libro è un denso contributo sulla figura del vampiro nel folclore, nella letteratura e nel cinema, uscito sull'onda dell'interesse nei vampiri suscitato dal Dracula di Terence Fisher del 1958. Io credo nei vampiri eserciterà una lunga e perdurante influenza sulla narrativa di genere italiana, testimoniata anche dalla sua riedizione, nel 2009, per la romana Gargoyle Books, con l'aggiunta di contributi di Danilo Arona e Loredana Lipperini; ricostruendo il boom della narrativa horror nella stampa popolare di quegli anni, anche l'autore veronese Sergio Bissoli ha di recente riconosciuto l'importanza del libro di de Rossignoli nella propria formazione. Io credo nei vampiri avrebbe inoltre parzialmente ispirato una storia scritta da Alfredo Castelli per Martin Mystère, Un vampiro a New York (1983).
Nel 1965 Emilio de Rossignoli dà alle stampe il primo romanzo firmato con il suo vero nome, l'opera di fantascienza H come Milano, edita da Longanesi: si tratta di un racconto postatomico ispirato a Io sono leggenda di Richard Matheson, in cui l'esplosione della bomba atomica rigetta il capoluogo lombardo nel caos, e il cui valore pionieristico è stato successivamente riconosciuto da Vittorio Curtoni e da Danilo Arona. Nel frattempo collabora con una rubrica fissa al periodico Horror, pubblicato a partire dal 1969 dall'editore Gino Sansoni e curato da Pier Carpi e Alfredo Castelli.
Accanto a varie opere dedicate al cinema e a una collaborazione con i tascabili 'rosa' dell'editore Sonzogno, de Rossignoli licenzia nel 1977 un altro romanzo di fantascienza, Lager dolce lager, dedicato ai campi di concentramento di un regime fascista prossimo venturo. Sono di recente emerse le tracce di un altro romanzo, Dottore in strage, che de Rossignoli propone senza successo alla Rizzoli nel 1974 e che risulta oggi perduto.
Emilio de Rossignoli muore il 28 dicembre 1984 all'ospedale Fatebenefratelli di Milano e viene sepolto al cimitero di Lambrate.

## Opere
(parziale)
- (come Emil Ross), Bambole ardenti, Milano, Franco Signori, 1959 (I Gialli del Vizio 4; ristampato ne I Gialli del Quarto di Luna 4 (1963-64) )
- (come Martin Brown), Nuda per il lupo, Milano, Franco Signori, 1959 (I Gialli che Turbano 9; ristampato ne I Gialli del Quarto di Luna 1 (1963-64))
- (come Emil Ross), Bionda diabolica, Milano, Franco Signori, 1959 (I Gialli del Vizio 6)
- (come Emil Ross), Traffico infame, Milano, Franco Signori, 1959 (I Gialli che Turbano 10; ristampato ne I Gialli del Quarto di Luna 6 (1963-64) con il titolo Velluto Nero e con lo pseudonimo Emil D. Ross)
- (come Martin Brown), Belva di fuoco, Milano, Franco Signori, 1960 (I Gialli del Vizio 7)
- (come Martin Brown), Figlia del delirio, Milano, Franco Signori, 1960 (I Gialli del Vizio 8)
- (come Emil Ross), Mercanti di donne, Milano, Franco Signori, 1960 (I Gialli del Vizio 9)
- (come Jarma Lewis), Strega nuda, Milano, Franco Signori, 1960 (I Gialli che turbano 12)
- (come Tim Dalton), L'amante corrotta, Milano, Franco Signori, 1960 (I Gialli Mignon 1)
- (come Emil Ross), Veneri proibite, Milano, Franco Signori, 1961 (I Gialli del Vizio 10)
- (come Emil Ross), Larry Spada non perdona, Milano, Franco Signori, 1961 (I Gialli del Vizio 12)
- (come Ed Rhodes), Preda nuda, Milano, Franco Signori, 1961 (I Gialli Mignon 2)
- (come Martin Brown), Una pupa per l'inferno, Milano, Franco Signori, 1961 (I Gialli che turbano 12; ristampato ne I Gialli del Quarto di Luna 11 (1964))
- Io credo nei vampiri, Milano, Luciano Ferriani Editore, 1961; II ed. Roma, Gargoyle Books, 2009
- (come Emil D. Ross), La salma sono io, Milano, Franco Signori, 1962 (I Gialli che turbano 15; ristampato ne I Gialli del Vizio 14 (1965-66) con il titolo Sesso Corrotto)
- (come Sandy James), Fulgida Tiranna, Milano, Franco Signori, 1961 (I Gialli Mignon 4)
- (come Jarma Lewis), Il mio letto è una bara, Milano, Franco Signori, 1962 (I Gialli che turbano 16; ristampato in appendice a Il sudario porta un fiore, con il titolo Polvere di infinito)
- (come Emil Ross), Il sudario porta un fiore, Milano, Franco Signori, 1964-65 (I Gialli del Quarto di Luna, 13)
- H come Milano, Milano, Longanesi, 1965
- Lager dolce lager, Milano, Ennio Ciscato Editore, 1977
- Gli efferati - dallo sventratore alla saponificatrice, Milano, Il Formichiere, 1978
- Strega alla moda, Milano, Sonzogno, 1981
- La donna di ghiaccio, Milano, Sonzogno, 1982